# Haderaue-Königsklinger Aue
Koordinaten: 50° 1′ 11″ N, 8° 7′ 56″ O

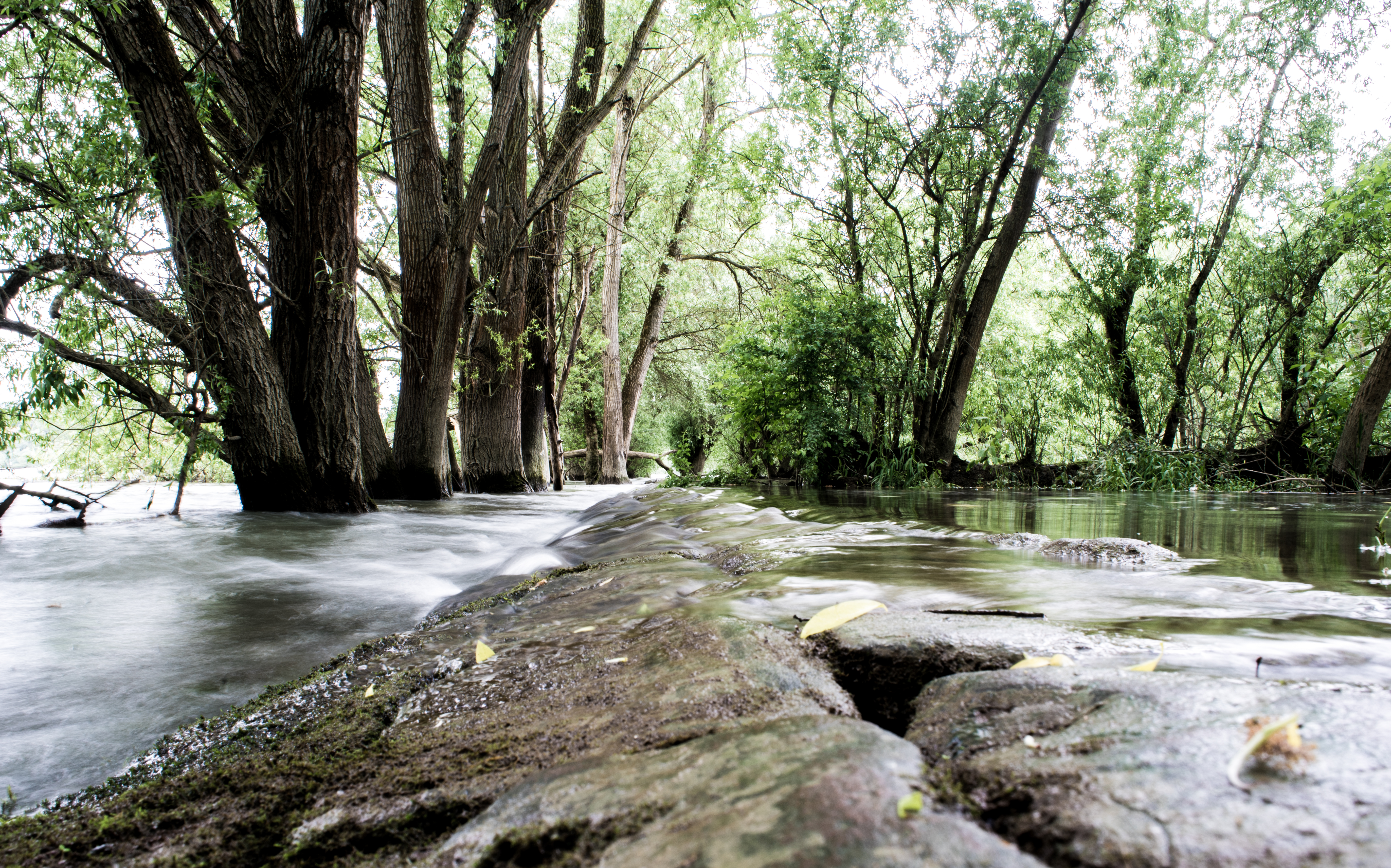
Naturschutzgebiet Haderaue-Königsklinger Aue (Mai 2016)

Das Naturschutzgebiet Haderaue-Königsklinger Aue liegt im Landkreis Mainz-Bingen in Rheinland-Pfalz. Das 165 ha große Gebiet, das im Jahr 1992 unter Naturschutz gestellt wurde, erstreckt sich nördlich der Ortsgemeinde Heidesheim am Rhein und westlich der Gemeinde Budenheim entlang des Rheins. Südlich verläuft die A 60.